# Desa Kedungwaringin (administrativ by i Indonesien, lat -6,50, long 106,79)
Desa Kedungwaringin är en administrativ by i Indonesien.   Den ligger i provinsen Jawa Barat, i den västra delen av landet, 30 km söder om huvudstaden Jakarta.